# Eric Fischl
Eric Fischl (Nueva York, 9 de marzo de 1948) es un pintor estadounidense. Uno de los principales exponentes de la que ha sido considerada como pintura postmoderna. También se le ha enmarcado dentro del Neoexpresionismo y del Bad painting.

## Biografía
Fischl nace en 1948 en Nueva York. Entre 1970 y 1972 estudia en el California Institute of Arts, en Valencia (California). Entre 1974 y 1978 es profesor en el Nova Scotia College of Art and Design, en Halifax (Canadá). En 1975 hace su primera exposición individual en la Dalhousie Art Gallery de Halifax.
Si bien sus primeras obras están cercanas a la abstracción, a partir de 1976 introduce elementos figurativos, derivando a finales de los setenta hacia un estilo realista de fuerte carácter expresivo, con influencia de expresionistas como Max Beckmann, Lucian Freud o pintores de la tradición naturalista norteamericana, como Winslow Homer, John Singer Sargent o Edward Hopper. 
Su temática se centra principalmente en la sexualidad, con abundantes representaciones de cuerpos desnudos, en actitudes eróticas, pero con cierto aire enigmático, angustioso, opresivo, lo cual queda enfatizado por su gama cromática apagada, grisácea, con una iluminación de extraña intensidad que acentúa el estilo expresivo de sus obras. Así, Fischl llama la atención sobre la desvirtuación de los valores morales en la moderna sociedad norteamericana.